# Kenneth-O.-May-Preis
Der Kenneth O. May Prize ist ein von der International Commission on the History of Mathematics (ICHM, „für herausragende Beiträge zur Geschichte der Mathematik“) verliehener Preis für Mathematikhistoriker. Er wird seit 1989 alle vier Jahre (im Allgemeinen auf den Kongressen der ICHM) vergeben und ist nach Kenneth O. May, dem Gründer der ICHM, benannt. Der Preis ist mit einer Bronzemedaille verbunden.

## Preisträger
- 1989 Dirk Struik, Adolf Juschkewitsch
- 1993 Christoph Scriba, Hans Wußing
- 1997 René Taton
- 2001 Ubiratàn D’Ambrósio, Lam Lay Yong
- 2005 Henk Bos
- 2009 Ivor Grattan-Guinness, Radha Charan Gupta
- 2013 Menso Folkerts, Jens Høyrup
- 2017 Eberhard Knobloch, Roshdi Rashed
- 2021 Sonja Brentjes, Christine Proust